# Gene Bilbrew
Gene Bilbrew (* 29. Juni 1923 in Los Angeles; † 1974) war ein US-amerikanischer Cartoonist und Fetischkünstler. Neben seinem Namen benutzte er einige Pseudonyme, darunter ENEG (Gene rückwärts geschrieben), Van Rod und Bondy.

## Leben
Bilbrew besuchte zeitgleich mit Eric Stanton die School of Visual Arts in New York bei Burne Hogarth. Seine Karriere begann beim Los Angeles Sentinel, einer afroamerikanischen Zeitung, in der er den Comicstrip The Bronze Bomber illustrierte, gemeinsam mit seinem Mitautor Bill Alexander. Er zeichnete darüber hinaus die Serie Hercules im Health Magazine. Er nahm während seiner gesamten Laufbahn als freischaffender Künstler Aufträge der afroamerikanischen Gemeinde an, beispielsweise modernisierte er die künstlerische Gestaltung viktorianischer Titelseiten wie die des Gypsy Witch Dream Book oder Old Aunt Dinah’s Dream Book für die Wholesale Sales Corporation.
Um 1950 wurde Bilbrew der Assistent des einflussreichen Comiczeichners Will Eisner bei dem bedeutenden Comic-Klassiker The Spirit. Nachdem Jules Feiffer eingezogen wurde, der Schöpfer von Clifford, einer Humorseite für Kinder, übernahm er die Serie.
Die spätere Bekanntheit Bilbrews wurde durch seine Zusammenarbeit mit Irving Klaw und dessen Vertriebsfirma Movie Star News begründet, den er über die Verbindungen Stantons kennenlernte und für den er ab 1951 als Fetischzeichner arbeitete. Viele seiner Illustrationen erschienen zwischen 1956 und 1959 in dem Fetischmagazin Exotique. Schwerpunkt seiner Arbeit als Fetischkünstler waren die Darstellung weiblicher Dominanz und des Bondage.